# Mark Fenton (Snookerspieler)
Mark Fenton (* 26. Juli 1972) ist ein ehemaliger walisischer Snookerspieler, der zwischen 1994 und 2002 sieben Saisons Profispieler war und in dieser Zeit Platz 91 der Weltrangliste erreichte.

## Karriere
Nachdem er 1993 das Achtelfinale der Amateurweltmeisterschaft erreicht hatte, wurde er 1994 Profispieler. Bereits in seiner Debütsaison erreichte er die Runde der letzten 32 der UK Championship und der Benson and Hedges Championship, später auch die Runde der letzten 64 der International Open 1997. Häufig schied er aber auch früh in der Qualifikation aus. Mitte 1997 war er immerhin auf Platz 141. Anschließend verlor er durch eine Systemänderung seinen Profistatus, kehrte aber bereits nach einer Saison wieder auf die Profitour zurück, nachdem er Zweiter der UK Tour 1997/98 geworden war. Bei seinem neuen Anlauf erreichte er wieder einige Hauptrunden, darunter die Runde der letzten 32 der Welsh Open 2000. Zeitweise war er dadurch auf Platz 91 der Weltrangliste geführt. Nachdem er 2002 seinen Profistatus verloren hatte, nahm er noch eine Spielzeit lang an der UK Tour teil, beendete dann aber weitgehend seine Karriere. Danach nahm er nur noch vereinzelt an der walisischen Meisterschaft teil.

## Erfolge
| Ausgang         | Jahr | Turnier                   | Finalgegner     | Ergebnis |
| --------------- | ---- | ------------------------- | --------------- | -------- |
| Amateurturniere |      |                           |                 |          |
| Sieger          | 1998 | UK Tour 1997/98 – Event 2 | Antony Bolsover | 6:4      |